# كارلوس ألبرتو توريس (عالم اجتماع)
كارلوس ألبرتو توريس (بالإسبانية: Carlos Alberto Torres)‏ هو عالم اجتماع أرجنتيني، ولد في 1950.